# Perro polaris
Perro polaris là một loài nhện trong họ Linyphiidae.
Loài này thuộc chi Perro. Perro polaris được Kirill Yuryevich Eskov miêu tả năm 1986.